# Лапласова расподела
У теорији вероватноће и статистици, Лапласова расподела ( дистрибуција )  представља непрекидну расподелу вероватноће која је названа по Пјер-Симону Лапласу . Такође, понекад се назива и као двострука експоненцијална расподела, зато што се може сматрати двема експоненцијалним расподелама (са додатним параметром локације) које су спојене дуж апсцисе, иако се тај термин понекад користи и за Гамбелову расподелу . Разлика између две независне идентично распоређене експоненцијалне случајне променљиве је регулисана Лапласовом расподелом, исто као што је и Брауново кретање процењено у експоненцијално распоређеном случајном времену. Повећање Лапласовог кретања или варијансни гама процес који су процењени током временске скале такође имају Лапласову расподелу.

## Дефиниције

### Функција густине вероватноће
Случајна променљива ће имати {\displaystyle {\textrm {Laplace}}(\mu ,b)} расподелу ако је њена функција густине вероватноће једнака :
{\displaystyle f(x\mid \mu ,b)={\frac {1}{2b}}\exp \left(-{\frac {|x-\mu |}{b}}\right)\,\!}
овде, параметар {\displaystyle \mu } представља параметар локације и {\displaystyle b>0}, који се понекад назива и "различитост", је параметар скале . Ако су параметри даље једнаки {\displaystyle \mu =0} и {\displaystyle b=1}, позитивна полуправа представља управо експоненцијална расподела која је скалирана за 1/2 .
Функција густине вероватноће Лапласове расподеле такође подсећа на нормалну расподелу ; међутим, док је нормална дистрибуција изражена као квадратнa разликa од средње вредности {\displaystyle \mu }, Лапласова густина ће бити изражена као апсолутна разлика средње вредности наведених параметара. Из тога следи да, Лапласова расподела има дебље репове од нормалне дистрибуције.

### Кумулативна функција расподеле
Лапласову расподелу је лако интегралити (уколико се два симетрична случаја разликују) због употребе функције апсолутне вредности . Његова кумулативна функција расподеле је следећа:
{\displaystyle {\begin{aligned}F(x)&=\int _{-\infty }^{x}\!\!f(u)\,\mathrm {d} u={\begin{cases}{\frac {1}{2}}\exp \left({\frac {x-\mu }{b}}\right)&{\mbox{if }}x<\mu \\1-{\frac {1}{2}}\exp \left(-{\frac {x-\mu }{b}}\right)&{\mbox{if }}x\geq \mu \end{cases}}\\&={\tfrac {1}{2}}+{\tfrac {1}{2}}\operatorname {sgn}(x-\mu )\left(1-\exp \left(-{\frac {|x-\mu |}{b}}\right)\right).\end{aligned}}}
Инверзна кумулативна функција расподеле је дата са
{\displaystyle F^{-1}(p)=\mu -b\,\operatorname {sgn}(p-0.5)\,\ln(1-2|p-0.5|).}

## Својства

### Тренуци
{\displaystyle \mu _{r}'={\bigg (}{\frac {1}{2}}{\bigg )}\sum _{k=0}^{r}{\bigg [}{\frac {r!}{(r-k)!}}b^{k}\mu ^{(r-k)}\{1+(-1)^{k}\}{\bigg ]}.}

### Повезане расподеле
- Ако је {\displaystyle X\sim {\textrm {Laplace}}(\mu ,b)} онда важи да је{\displaystyle kX+c\sim {\textrm {Laplace}}(k\mu +c,|k|b)}.
- Ако је {\displaystyle X\sim {\textrm {Laplace}}(0,1)} онда важи да је {\displaystyle bX\sim {\textrm {Laplace}}(0,b)}.
- Ако је {\displaystyle X\sim {\textrm {Laplace}}(0,b)} онда важи да је{\displaystyle \left|X\right|\sim {\textrm {Exponential}}\left(b^{-1}\right)} (Експоненцијална расподела).
- Ако је {\displaystyle X,Y\sim {\textrm {Exponential}}(\lambda )} онда важи да је {\displaystyle X-Y\sim {\textrm {Laplace}}\left(0,\lambda ^{-1}\right)}．
- Ако је {\displaystyle X\sim {\textrm {Laplace}}(\mu ,b)} онда важи да је{\displaystyle \left|X-\mu \right|\sim {\textrm {Exponential}}(b^{-1})}.
- Ако је {\displaystyle X\sim {\textrm {Laplace}}(\mu ,b)} онда важи да је{\displaystyle X\sim {\textrm {EPD}}(\mu ,b,1)} (експоненцијална расподела снаге).
- Ако је {\displaystyle X_{1},...,X_{4}\sim {\textrm {N}}(0,1)} (Нормална расподела) онда важи да је {\displaystyle X_{1}X_{2}-X_{3}X_{4}\sim {\textrm {Laplace}}(0,1)}.
- Ако је {\displaystyle X_{i}\sim {\textrm {Laplace}}(\mu ,b)} онда важи да је {\displaystyle {\frac {\displaystyle 2}{b}}\sum _{i=1}^{n}|X_{i}-\mu |\sim \chi ^{2}(2n)} (Хи-квадратна расподела).
- Ако је {\displaystyle X,Y\sim {\textrm {Laplace}}(\mu ,b)} онда важи да је{\displaystyle {\tfrac {|X-\mu |}{|Y-\mu |}}\sim \operatorname {F} (2,2)}. (Ф-расподела)
- Ако је {\displaystyle X,Y\sim {\textrm {U}}(0,1)} (Униформна расподела) онда важи да је {\displaystyle \log(X/Y)\sim {\textrm {Laplace}}(0,1)}.
- Ако су {\displaystyle X\sim {\textrm {Exponential}}(\lambda )} и {\displaystyle Y\sim {\textrm {Bernoulli}}(0.5)} (Бернулијева расподела) независне од {\displaystyle X}, онда {\displaystyle X(2Y-1)\sim {\textrm {Laplace}}\left(0,\lambda ^{-1}\right)}.
- Ако су {\displaystyle X\sim {\textrm {Exponential}}(\lambda )} и {\displaystyle Y\sim {\textrm {Exponential}}(\nu )} независне од {\displaystyle X}, онда {\displaystyle \lambda X-\nu Y\sim {\textrm {Laplace}}(0,1)}．
- Ако {\displaystyle X} има Rademacher-ова расподела и{\displaystyle Y\sim {\textrm {Exponential}}(\lambda )} онда важи да {\displaystyle XY\sim {\textrm {Laplace}}(0,1/\lambda )}.
- Ако су {\displaystyle V\sim {\textrm {Exponential}}(1)} и {\displaystyle Z\sim N(0,1)} независне од {\displaystyle V}, онда {\displaystyle X=\mu +b{\sqrt {2V}}Z\sim \mathrm {Laplace} (\mu ,b)}.
- Ако је {\displaystyle X\sim {\textrm {GeometricStable}}(2,0,\lambda ,0)} (геометријски стабилна расподела) онда важи  {\displaystyle X\sim {\textrm {Laplace}}(0,\lambda )}.
- Лапласова расподела представља случај ограничења за Хиперболичну расподелу.
- Ако {\displaystyle X|Y\sim {\textrm {N}}(\mu ,Y^{2})} са {\displaystyle Y\sim {\textrm {Rayleigh}}(b)} (Rayleigh-оварасподела) онда важи {\displaystyle X\sim {\textrm {Laplace}}(\mu ,b)}.
- Дат је цео број где је  {\displaystyle n\geq 1}, ако је{\displaystyle X_{i},Y_{i}\sim \Gamma \left({\frac {1}{n}},b\right)} (Гама расподела, користећи {\displaystyle k,\theta } карактеризацију), затим примењујемо{\displaystyle \sum _{i=1}^{n}\left({\frac {\mu }{n}}+X_{i}-Y_{i}\right)\sim {\textrm {Laplace}}(\mu ,b)} (бескрајна дељивост)[1]
- Ако X има Лапласову расподелу, онда Y = eX има логаритамску Лапласову расподелу; с друге стране, ако X има логаритамску Лапласову расподелу, онда његовлогаритам има Лапласову расподелу.

### Однос према експоненцијалној расподели
Лапласова случајна променљива може бити представљена као разлика две независне и једнако распоређене ( eng. independent and identically distributed , iid) експоненцијалне случајне променљиве.  Један од начина да се то покаже је коришћење приступа карактеристичне функције . За било који скуп независних континуираних случајних променљивих, за било коју линеарну комбинацију тих променљивих, његова карактеристична функција (која јединствено одређује расподелу) може се добити множењем одговарајућих карактеристичних функција.
Размотрите две  i.i.d случајне променљиве ( Independent identically-distributed random variables ){\displaystyle X,Y\sim {\textrm {Exponential}}(\lambda )} . Карактеристичне функције за {\displaystyle X,-Y} су на следећи начин 
{\displaystyle {\frac {\lambda }{-it+\lambda }},\quad {\frac {\lambda }{it+\lambda }}}
редом постављене. Множењем ових карактеристичних функција (еквивалентно карактеристичној функцији збира случајних променљивих {\displaystyle X+(-Y)} ), резултат је :
{\displaystyle {\frac {\lambda ^{2}}{(-it+\lambda )(it+\lambda )}}={\frac {\lambda ^{2}}{t^{2}+\lambda ^{2}}}.}
Овај израз представља исто што и карактеристична функција за {\displaystyle Z\sim {\textrm {Laplace}}(0,1/\lambda )}, која је једнака следећем изразу:
{\displaystyle {\frac {1}{1+{\frac {t^{2}}{\lambda ^{2}}}}}.}

### Сарганове расподеле
Сарганове расподеле представљају систем расподела чији је основни члан Лапласова расподела. А {\displaystyle p}-ти ред Сарганове расподела има густину :
{\displaystyle f_{p}(x)={\tfrac {1}{2}}\exp(-\alpha |x|){\frac {\displaystyle 1+\sum _{j=1}^{p}\beta _{j}\alpha ^{j}|x|^{j}}{\displaystyle 1+\sum _{j=1}^{p}j!\beta _{j}}},}
за параметре {\displaystyle \alpha \geq 0,\beta _{j}\geq 0} . Резултати Лапласове расподеле за {\displaystyle p=0} .

## Статистички закључак
За дато {\displaystyle n} , независни и идентично распоређени узорци {\displaystyle x_{1},x_{2},...,x_{n}}, представљају процена максималне вероватноће (МЛЕ), док {\displaystyle \mu } представља медијану узорка, 
{\displaystyle {\hat {\mu }}=\mathrm {med} (x).}
MLE процењивач {\displaystyle b} је средње апсолутно одступање од медијане,
{\displaystyle {\hat {b}}={\frac {1}{N}}\sum _{i=1}^{n}|x_{i}-{\hat {\mu }}|.}
који открива везу између Лапласове расподеле и минималних апсолутних одступања . Корекција за мале узорке може применити на следећи начин :
{\displaystyle {\hat {b}}^{*}={\hat {b}}\cdot n/(n-2)}
(погледајте: експоненцијална дистрибуција#Процена параметара ).

## Појава и примена
Лапласова расподела је често коришћена у препознавању говора за моделирање приоритета на DFT коефицијентима  и у компресији JPEG слике за моделирање AC коефицијената  које су генерисане од стране DCT .
- У регресионој анализи, процена најмањих апсолутних одступања се настаје као процена највеће вероватноће ако грешке имају Лапласову расподелу.
- Ласо се може сматрати Бајесовом регресијом са Лапласовим приором за коефицијенте. [8]
- У хидрологији се Лапласова расподела примењује на екстремне догађаје као што су годишње максималне једнодневне падавине и протицаји реке. Плава слика, направљена са CumFreq-ом, илуструје пример прилагођавања Лапласове расподеле рангираним годишњим максималним једнодневним падавинама, показујући такође појас поузданости од 90% заснован на биномној расподели . Подаци о падавинама су представљени исцртавањем позиција као део анализе кумулативне фреквенције .
- Лапласова дистрибуција има примену у финансијама. На пример, S.G. Kou је развио модел за цене финансијских инструмената који укључује Лапласову расподелу (у неким случајевима асиметричну Лапласову расподелу ) да би се позабавио проблемима нагнутости, куртозиса и нестабилног осмеха који се често јављају када се користи нормална дистрибуција за одређивање цена ових инструмената. [9] [10]

Лапласова расподела, будући да је композитна или двострука расподела, применљива је у ситуацијама када ниже вредности настају под различитим спољним условима од виших тако да следе другачији образац. 

## Генерисање случајних варијација
Случајна променљива {\displaystyle U} која је задата, извучена је из равномерне расподеле у интервалу {\displaystyle \left(-1/2,1/2\right)}. случајна променљива 
{\displaystyle X=\mu -b\,\operatorname {sgn}(U)\,\ln(1-2|U|)}
има Лапласову расподелу са параметрима {\displaystyle \mu } и {\displaystyle b} . Ово је следило из изнад дате функције инверзне кумулативне расподеле.
{\displaystyle {\textrm {Laplace}}(0,b)} варијанта се такође може генерисати као разлика два i.i.d. ( Independent identically-distributed ) {\displaystyle {\textrm {Exponential}}(1/b)} насумичне променљиве . Једнако првој, {\displaystyle {\textrm {Laplace}}(0,1)} се такође може генерисати као логаритам односа две i.i.d. униформне случајне променљиве.

## Историја
Ова расподела се често назива "Лапласов први закон грешака". Објављен је 1774. године, ада је приметио да се учесталост грешке може изразити као експоненцијалном функцијом њене величине када се њен знак занемари. Лаплас ће касније овај модел заменити својим „другим законом грешака“, заснованим на нормалној расподели, након открића централне граничне теореме  
Кејнс је свој рад објавио 1911. године. Рад је заснован на његовој тези од раније, у којој је показао да је Лапласова расподела умањила апсолутно одступање од медијане. 